# Слэмбол
Слэмбол (англ. Slamball) — командный вид спорта, созданный на базе баскетбола, игра с мячом. Очки в нём также зачисляются после попадания мяча в корзину команды-соперника, но система их начисления изменена. Главное же отличие состоит в покрытии: вместо паркета используются батуты, помогающие спортсменам набрать необходимую высоту для слэм-данков. Правила допускают определённый силовой контакт (в отличие от  баскетбола), команды состоят из 4-х игроков.

## Правила

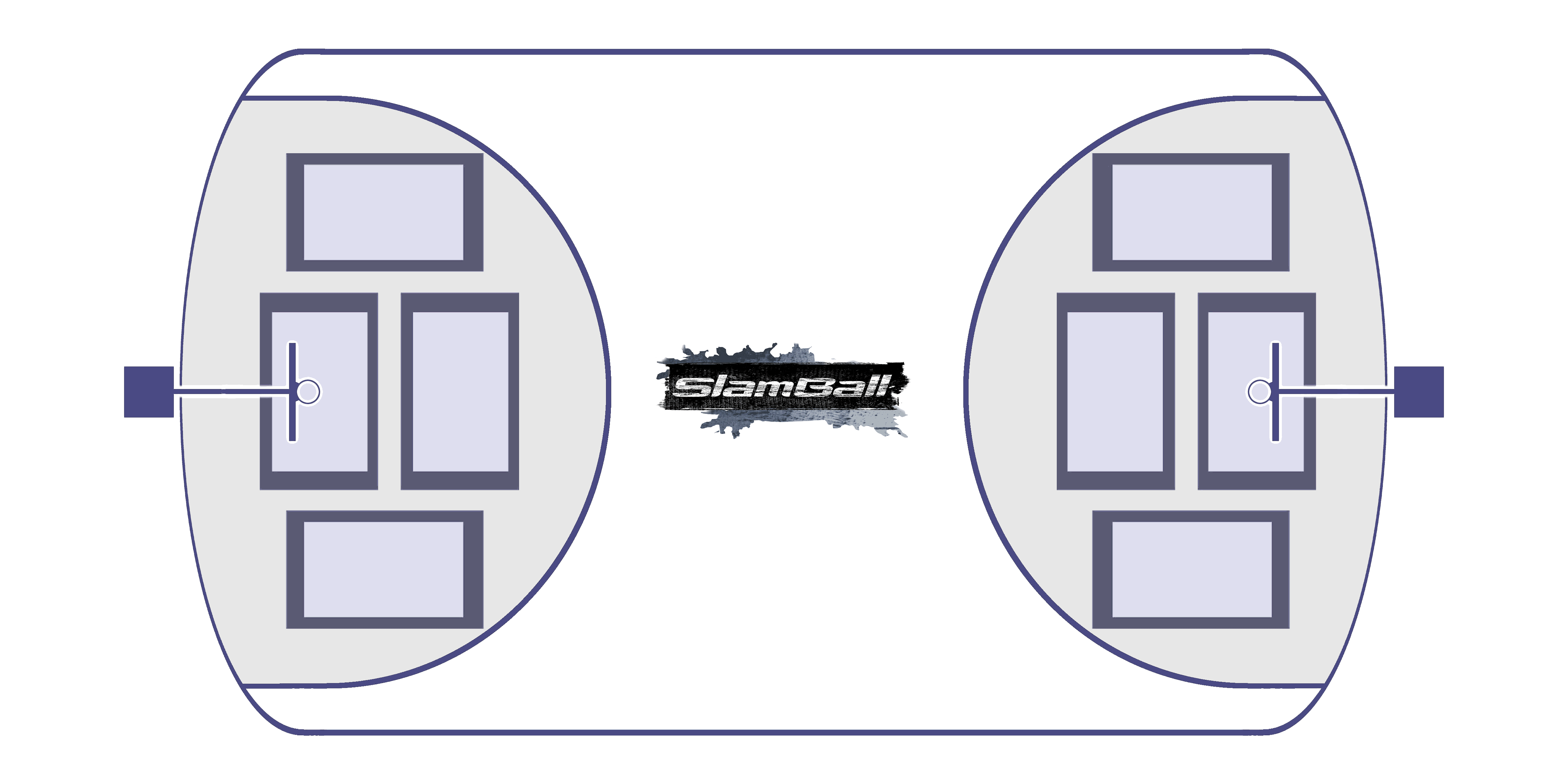
Схема площадки

Так как не существует общемировой слэмбольной федерации, правила на данный момент не являются стабильными.
Всего на площадке находится восемь батутов, по 4 у колец в обеих половинах. Очки в слэмболе зачисляются после попадания мяча в корзину команды-соперника. Команда, набравшая к концу игры больше очков, побеждает. Если игрок не касается обода кольца, то его успешный бросок оценивается в 2 очка, если же это слэмданк — то в 3. Также в 3 очка оценивается бросок из-за 3-очковой линии.
Игра состоит из четырёх пятиминутных четвертей. Игра начинается с вбрасывания в центре площадки, после того как мяч достиг высшей точки в полёте, игроки могут начать борьбу за него. Между двумя половинами, состоящих из двух четвертей, проводится 10-минутный перерыв. Лишь в последние 2 минуты игры каждая команда имеет право на один тайм-аут. Команда может владеть мячом лишь на протяжении 20 секунд.

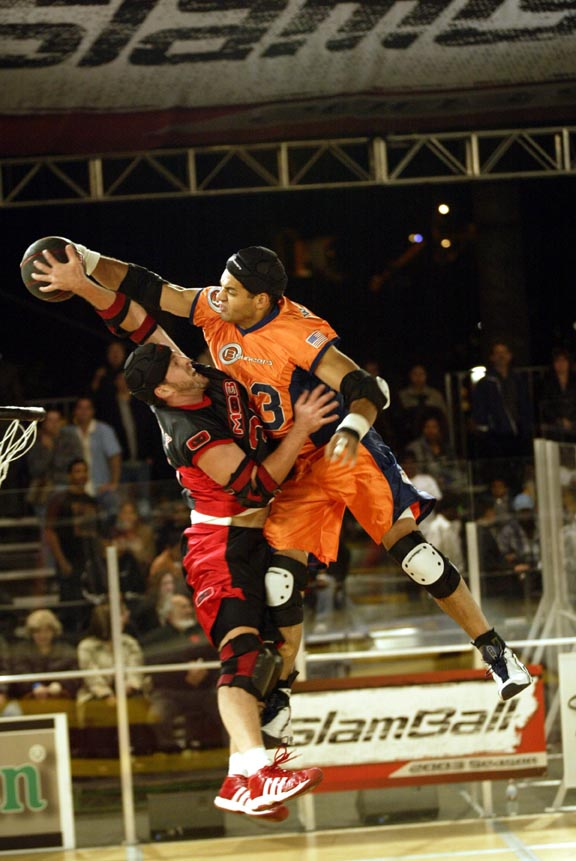
Борьба в воздухе

Силовой контакт разрешён, но имеются определённые ограничения, в частности нельзя атаковать игрока, владеющего мячом, если только он не стучит им о площадку. Также запрещены удары сзади.
4 игрока распределяются по трём позициям:
- Укротитель (англ. Handler). Этот игрок является ведущим в нападении, зачинателем атак.
- Канонир (англ. Gunner). Этот игрок чаще остальных забивает мяч в корзину.
- Защитник (англ. Stopper). Главный игрок защиты, периодически подключающийся к атакам.

За нарушения правил игрокам начисляются фолы, за 4-й фол игрока выгоняют с площадки. За неспортивное поведения игрока или тренера могут «наградить» техническим фолом, после двух подобных нарушений следует удаление. Игрок, на котором нарушили правила, получает право на бросок, при этом ему могут мешать, но нарушивший правила игрок на момент возобновления игры находится на удалённом от атакующего игрока расстоянии.
Количество замен не ограничено. Команды имеют тренеров, их помощников, медицинский и иной персонал. На площадке находятся двое судей.
Размер площадки должен составлять 30.4 м в длину и 19 м в ширину. Что касается батутов, то тут эти показатели составляют, соответственно, 2.1 м и 4.2 м. На площадке есть бортики, как в хоккее. На игроках должна быть надета защитная экипировка, чтобы защитить все самые уязвимые части тела. Она состоит из защиты на локти, наколенников, специального легкого шлема, сидящего по форме головы, а также защитного нательного белья.

## История

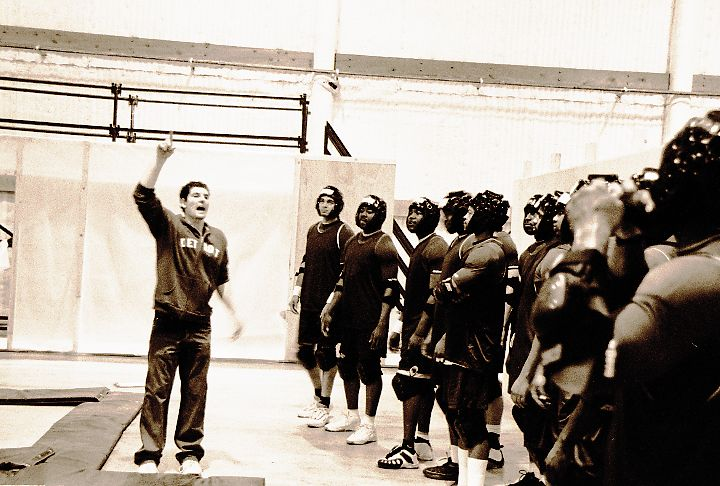
Мейсон Гордон тренирует игроков в 2002 году

Эту игру придумал Мейсон Гордон, который хотел создать комбинацию из разных видов спорта, чтобы в результате реальный спорт совпадал с уровнем видеоигр. С реализацией его идей ему помог телепродюсер Майк Толин.
Первая площадка для слэмбола была построена на складе на севере Лос-Анджелеса. Для игры были приглашены 5 стритболистов (Джеймс Уиллис, Майкл Голдман, Шон Джаксон, Дэвид Редмонд и Джеф Шерридан). Эти игроки вошли в две первые команды: «Лос-Анджелес Рамбл» (англ. Los Angeles Rumble) и «Чикаго Моб» (англ. Chicago Mob), которые провели в 2001 году первый матч, носивший статус показательного.
Затем был проведён драфт из 400 игроков 60 отобрали для первого сезона 2002, в котором также участвовали «Дьяволы» (англ. Diablos), «Стил» (англ. Steal), «Баунсерс» (англ. Bouncers) и «Слэшерс» (англ. Slashers). «Рамбл» выиграли первый сезон.
Во втором сезоне 2003 выиграла новая команда «Ридерс». Однако следующий сезон состоялся лишь в 2008 году, победу одержали «Слэшерс». Следующий сезон, как ожидается, пройдёт в 2009 году

## Победители
| Год  | Чемпион  | Счет  | 2 место  |
| ---- | -------- | ----- | -------- |
| 2002 | Rumble   | 46-41 | Diablos  |
| 2003 | Riders   | 66-60 | Slashers |
| 2007 | Mob      | 48-38 | Bouncers |
| 2008 | Slashers | 48-46 | Rumble   |